# Głębokie Pole Hubble’a

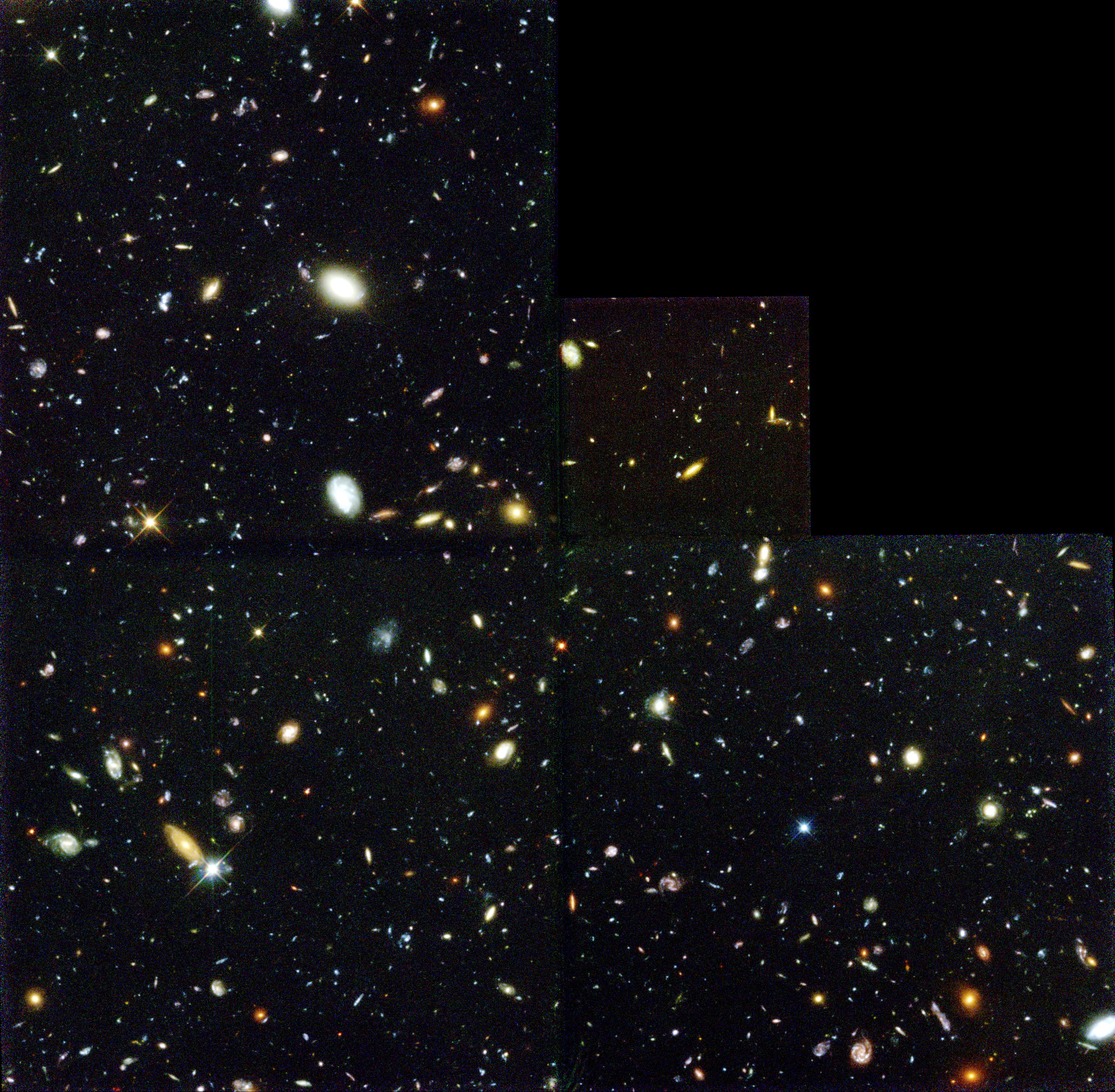
Głębokie pole Hubble’a (Hubble Deep Field)

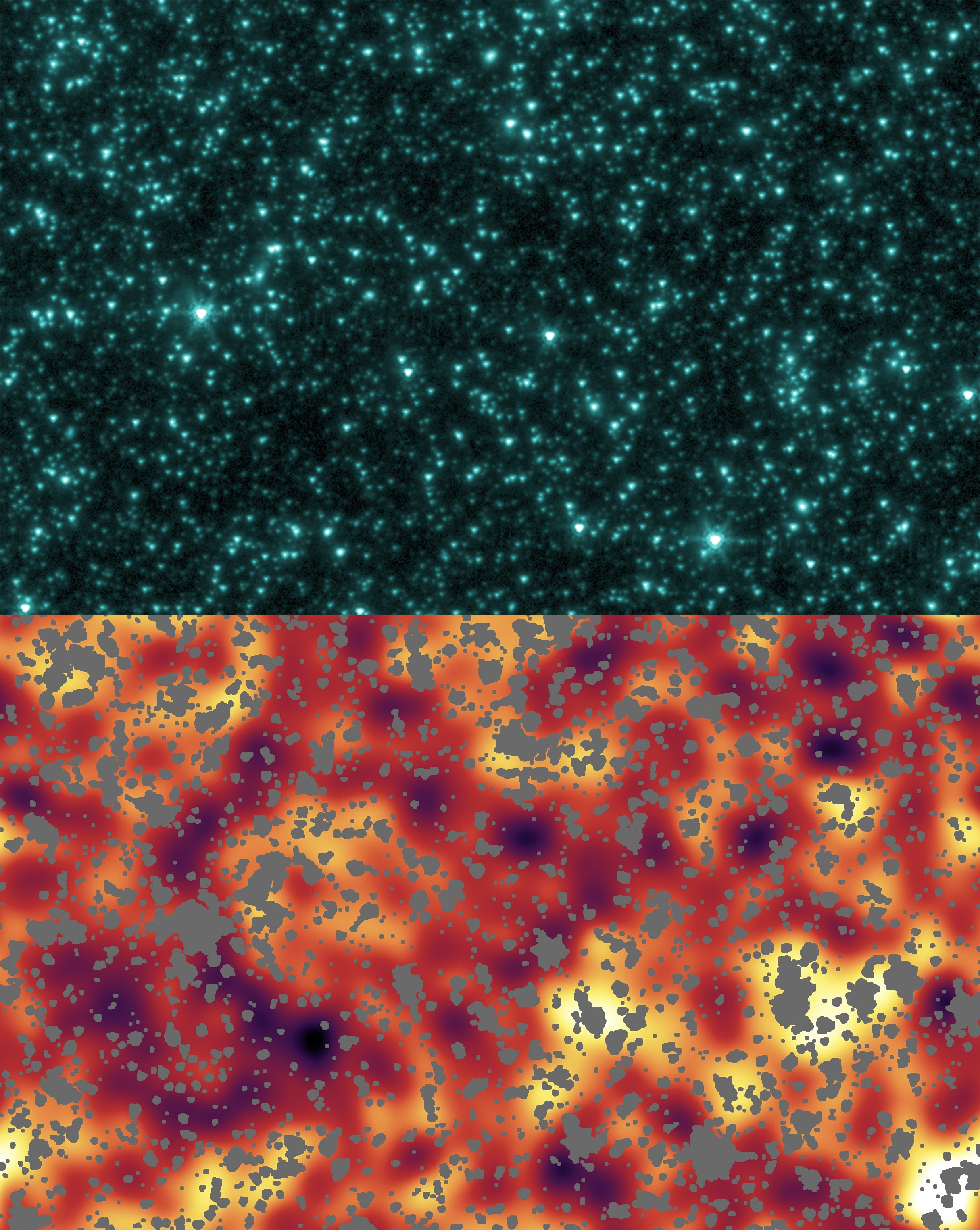
Zdjęcie HDF wykonane przez Kosmiczny Teleskop Spitzera. Góra – obiekty na pierwszym planie, dół – tło po usunięciu obiektów pierwszego planu.

Głębokie Pole Hubble’a (ang. Hubble Deep Field, w skrócie HDF) – obraz niewielkiego, z pozoru pustego, obszaru w gwiazdozbiorze Wielkiej Niedźwiedzicy, bazujący na serii obserwacji Kosmicznym Teleskopem Hubble’a. Zdjęcie jest złożeniem 342 ekspozycji wykonywanych przy pomocy Wide Field and Planetary Camera 2 przez dziesięć kolejnych dni, pomiędzy 18 grudnia a 28 grudnia 1995 r. Sfotografowany obszar ma rozmiary kątowe zaledwie 144" – mniej więcej tyle, ile średnica piłki tenisowej widziana z odległości stu metrów.
Pole jest tak małe, że w jego obrębie leży jedynie kilka gwiazd Drogi Mlecznej. Niemal wszystkie obiekty z około 3 tysięcy znajdujących się na zdjęciu to galaktyki. Niektóre z nich to najmłodsze i najbardziej odległe z dotychczas poznanych. Przez wykrycie tak dużej liczby młodych galaktyk, HDF stało się czołowym źródłem danych w badaniach nad wczesnym Wszechświatem, pojawiło się w odniesieniach niemal czterystu prac naukowych.
Trzy lata po wykonaniu HDF powstała podobna fotografia, Głębokie Południowe Pole Hubble’a, ukazująca mały obszar z nieba południowego.
W 2004 r. wykonano jeszcze „głębszy” obraz, znany jako Ultragłębokie Pole Hubble’a. Powstał on z połączenia zdjęć z trwających 11 dni obserwacji. Do sierpnia 2009 r. było to najdalej sięgające astronomiczne zdjęcie, jakie kiedykolwiek wykonano w świetle widzialnym. W 2009 r. użyto Teleskopu Hubble’a do obserwacji w bliskiej podczerwieni, uzyskując obrazy jeszcze dalszych obiektów.

## Historia i idea
Światło z najbardziej odległych galaktyk potrzebuje miliardy lat by dotrzeć do nas. Zanim światło dotrze do nas zwiększa się długość jego fali, pomimo tego widzimy galaktyki emitujące takimi, jakie były gdy emitowały to światło, a zwiększenie długości fali umożliwia określenie jak dawno zostało wyemitowane. Porównanie galaktyk z różnych czasów pozwala lepiej zrozumieć proces ewolucji Wszechświata.
Położony na orbicie Teleskop Hubble’a unika poświaty oraz ograniczeń atmosfery w przepuszczalności promieniowania (do Ziemi dociera jedynie światło widzialne, część zakresu promieniowania podczerwonego oraz szersze pasmo fal radiowych). Jednym z kluczowych celów twórców Teleskopu Hubble’a było wykorzystanie jego możliwości optycznych do poznania odległych galaktyk w stopniu nieosiągalnym dla teleskopów pracujących na powierzchni Ziemi.
Gdy w grudniu 1993 r., misja naprawcza STS-61, poprawiła układ optyczny Hubble’a, zwiększyła się jego zdolność rozdzielcza rozszerzając zakres możliwych obserwacji na wyjątkowo odległe i słabe źródła światła. Bardzo szybko zauważono przez to różnice pomiędzy starymi galaktykami, znajdującymi się w naszym pobliżu, a tymi położonymi najdalej – najmłodszymi.
Zwykle około 10% czasu pracy Teleskopu Hubble’a, zwane Director's Discretionary Time (DD), jest przydzielane w drodze konkursu astronomom, którzy przedstawiają najciekawsze pomysły, jak choćby spektakularne wybuchy supernowych. Gdy potwierdzono, że misja korekcyjna zakończyła się pełnym sukcesem, w 1995 Robert Williams, ówczesny dyrektor Space Telescope Science Institute, zdecydował poświęcić fragment swego czasu DD na obserwacje odległych galaktyk. Postanowiono wybrać ustawienie Teleskopu na typowy fragment nieba, używając kamery WFPC2 oraz kilku różnych filtrów optycznych. Pomysł wywołał duże zainteresowanie i szybko zawiązano grupę mającą wesprzeć projekt.

## Wybór fragmentu nieba

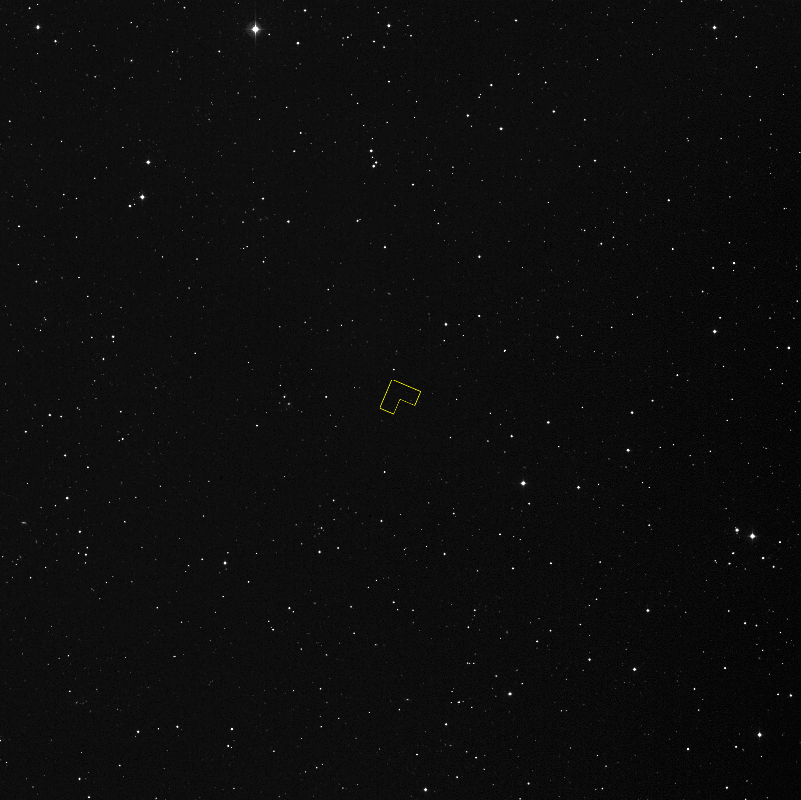
Obszar HDF jest zaznaczony w centrum zdjęcia

Obszar nieba, który miał zostać wybrany do sfotografowania, musiał spełniać kilka kryteriów. Powinien znajdować się w dużych szerokościach galaktycznych, gdyż im dalej od płaszczyzny dysku Drogi Mlecznej, tym mniej pochłaniającej światło materii międzygwiezdnej, uniemożliwiającej obserwacje najdalszych galaktyk. Obszar nie powinien zawierać żadnych znanych źródeł światła widzialnego (takich jak gwiazdy), jak również promieniowania o innych długościach fal (takich jak na przykład obszary H I, emitujące promieniowanie podczerwone), aby móc później studiować obraz w największym możliwym zakresie.
Te kryteria znacznie ograniczyły wybór odpowiedniego fragmentu nieba. Potem zredukowano go jeszcze decydując, że należy wybrać obszar znajdujący się w ciągłym zasięgu widzenia Teleskopu (ang. continuous viewing zone, w skrócie CVZ), czyli taki, który w trakcie obserwacji nie może być zasłonięty przez Ziemię lub Księżyc. Postanowiono wybrać jeden z CVZ nieba północnego by mieć możliwość wspomagania badań teleskopami naziemnymi, liczniejszymi niż na południowej półkuli, takimi jak teleskopy Kecka czy Very Large Array.
Tylko dwadzieścia niewielkich obszarów nieba spełniało wszystkie te kryteria. Wybrano z nich optymalne trzy, wszystkie w obrębie gwiazdozbioru Wielkiej Niedźwiedzicy. Końcowe pomiary wyeliminowały dodatkowo jeden z nich, gdyż znajdowało się tam silne źródło radiowe. Ostatecznie, z pozostałych dwóch zdecydowano się na ten, w pobliżu którego dostępne były gwiazdy dające się wykorzystać do utrzymania Teleskopu skierowanym w stały punkt (ang. guide stars). Zwykle obserwacje Hubblem wymagają położonych w sąsiedztwie dwóch takich gwiazd, ale zważywszy na znacznie wydłużony czas ekspozycji podczas wykonywania HDF, potrzebowano na wszelki wypadek dodatkowej pary gwiazd. W końcu wybrano obszar o współrzędnych α: 12h 36m 49,4s; δ: +62° 12′ 48″.

## Obserwacje

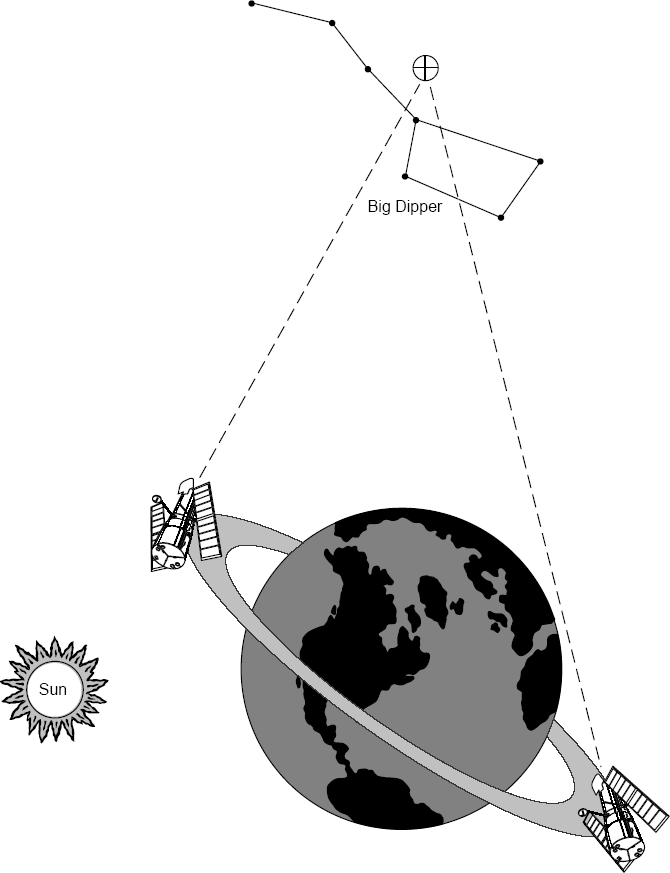
HDF jest położone w północnym ciągłym zasięgu widzenia

Gdy wybrano odpowiedni obszar, musiała zostać opracowana strategia wykonywania obserwacji. Ważną kwestią był wybór filtrów. WFPC2 jest wyposażona w czterdzieści osiem filtrów, w tym służące do izolacji wąskiego pasma promieniowania elektromagnetycznego, oraz szerokopasmowe, użyteczne w badaniach koloru gwiazd i galaktyk. Wybór uzależniono od możliwości przepustowych każdego filtra – całkowitej proporcji ilości przepuszczanego światła do zakresu długości jego fal. Pożądane były filtry o jak najmniej pokrywających się charakterystykach.
Ostatecznie wybrano cztery filtry średniopasmowe ustawione na długości fal: 300 nm (bliski ultrafiolet), 450 nm (światło niebieskie), 606 nm (światło czerwone), 814 nm (bliska podczerwieni). Przy długości fali 300 nm kamera CCD Hubble’a ma już stosunkowo niewielką wydajność, więc szumy kosmicznego tła nie stanowią głównego wkładu do całkowitych zakłóceń. Z tego powodu obserwacje w tej długości prowadzono wtedy, gdy nie były one możliwe w innych.
Zdjęcia wybranego obszaru wykonywane były przez dziesięć kolejnych dni, w ciągu których Hubble okrążył Ziemię około 150 razy. Całkowity czas ekspozycji na konkretnych długościach fal wyniósł: 42,7 godziny na filtrze 300 nm, 33,5 godziny na 450 nm, 30,3 godziny na 606 nm oraz 34,3 godziny na 814 nm. Całkowity czas podzielono na 342 indywidualne ekspozycje by uniknąć poważnych uszkodzeń poszczególnych zdjęć przez promieniowanie kosmiczne, które uderzając w detektory kamer CCD powodują niepożądane, chwilowe, intensywne rozbłyski. Kolejnych 10 orbit Hubble'a wykorzystano do wykonania krótkich ekspozycji pól oskrzydlających, aby wspomóc dalsze obserwacje przez inne instrumenty.

## Przetwarzanie danych

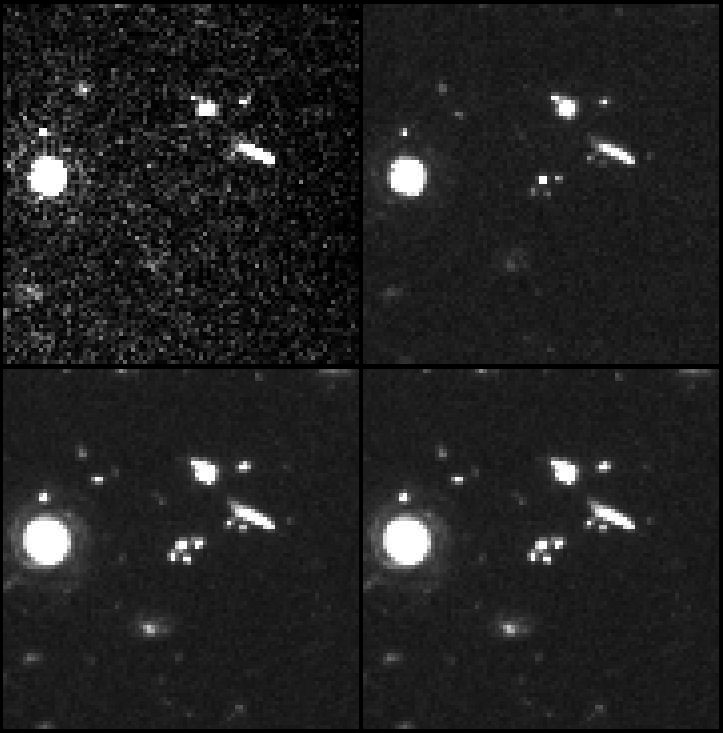
Fragment HDF o rozmiarach kątowych 14" w każdej z czterech długości fal użyty do scalenia ostatecznej wersji zdjęcia: 300 nm (lewy u góry), 450 nm (prawy u góry), 606 nm (lewy u dołu) i 814 nm (prawy u dołu)

Ostateczne złożenie obrazu dla każdej długości fali było skomplikowanym procesem. Jasne piksele spowodowane nagłymi rozbłyskami promieniowania kosmicznego zostały usunięte przez porównanie różnic na kolejnych zdjęciach i identyfikację tych pikseli, które na pewno były wynikiem przypadkowych trafień. Starannie usunięto również ślady przelotów okołoziemskiego złomu i sztucznych satelitów.
Na około co czwartej fotografii widoczne było niepożądane rozproszone światło pochodzące z Ziemi. Takie zdjęcie poprawiano przez porównanie z niedotkniętym tą wadą obrazem, odejmując jedno od drugiego, następnie wygładzając i ponownie odejmując z rozjaśnionej ramki. Ta procedura usunęła prawie całe rozproszone światło z zepsutych nim zdjęć.
Kiedy już wszystkie 342 obrazy zostały oczyszczone z niespodziewanych błysków i światła rozproszonego przez Ziemię, połączono je. Rozmiar piksela kamery rejestrującej jest porównywalny z rozdzielczością optyczną teleskopu w podczerwieni, w świetle niebieskim rozdzielczość optyczna jest większa niż rozdzielczość kamery. Dla każdej ekspozycji, przesuwano teleskop o odległość będącą niecałkowitą wielokrotnością rozdzielczości kamery. Działanie to umożliwiało zredukowanie niejednorodności w czułości pikseli oraz umożliwiało odzyskanie traconej w kamerze informacji. Każdy piksel będący próbką obrazu o większej rozdzielczości łączy się techniką przesuń i dodaj, dodatkowo użyto pionierskiej techniki zwanej mżawieniem (ang. drizzling). Każdy piksel CCD kamery WFPC2 zapisywał maleńki obszar 0,09", ale otrzymano ostateczny obraz o rozdzielczości porównywalnej do rozmiarów piksela 0,03985".
Przetwarzania danych dało cztery monochromatyczne zdjęcia (przy 300 nm, 450 nm, 606 nm i 814 nm), po jednym dla każdej długości fali. Kolor czerwony przypisano do fali o długości 814 nm, zielony – 606 nm, a niebieski – 450 nm. Długości fal, które wybrano nie odpowiadają wybranym kolorom, dlatego widoczne ostatecznie kolory jedynie w przybliżeniu ukazują barwy widoczne na fotografii obiektów. Filtry wybierane dla wszystkich zadań Teleskopu Hubble’a mają przede wszystkim służyć naukowemu poznaniu obserwowanych ciał i późniejszej ich analizie, efekt wizualny jest zwykle sprawą drugorzędną.

## Zawartość głębokiego pola
Wynikowe zdjęcie pokazuje bogactwo odległych, słabych galaktyk, których w sumie zidentyfikowano około 3 tysięcy. W większości przypadków doskonale widać ich spiralną bądź eliptyczną strukturę, chociaż niektóre z nich są rozmiarów zaledwie kilku pikseli. Fotografia ukazuje mniej niż dziesięć gwiazd Drogi Mlecznej.
W HDF znajduje się około 50 niebieskich, niemal punktowych obiektów, tworzących charakterystyczne łańcuchy oraz łuki. Wydają się być skojarzone z sąsiednimi galaktykami i są najprawdopodobniej obszarami intensywnych procesów formowania się gwiazd. Inne mogą być odległymi kwazarami. Już na początku badań nad HDF astronomowie wykluczyli możliwość, że niektóre z tych punktów mogą być białymi karłami, ponieważ wydają się na to zbyt niebieskie, by odpowiadały teoriom ewolucji takich gwiazd. Jednak nowsze prace donoszą, że wiele białych karłów coraz bardziej błękitnieje z wiekiem, co stanowiłoby poparcie dla sugestii, że HDF może zawierać białe karły.

## Wyniki naukowe

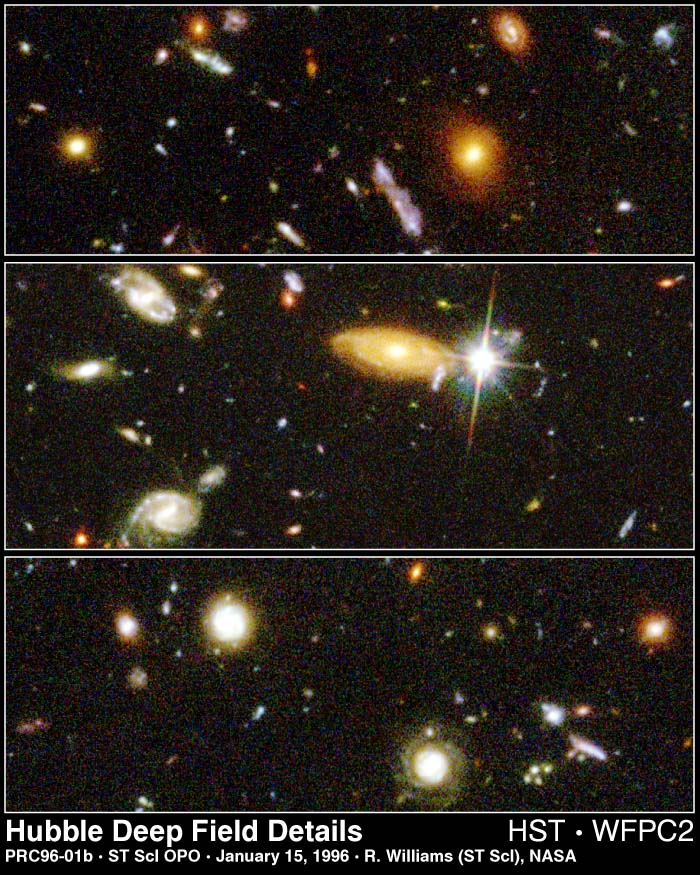
Szczegóły HDF pokazują zróżnicowane kształty, kolory oraz rozmiary galaktyk i innych obiektów odległego Wszechświata

Wykonanie obrazowania Głębokiego Pola Hubble’a stanowi przełom, nie tylko pod względem głębokości i jakości informacji o odległych galaktykach, ale także w sposobie, w jaki urządzenia astronomiczne są wykorzystywane do rozwiązywania ważnych kwestii w astrofizyce. Udostępnienie ogółowi astronomów danych zgromadzonych tuż po wykonaniu prezentacji przyczyniło się do wzrostu zainteresowaniem ewolucji Wszechświata. Głębokie Pole Hubble’a dostarczyło astronomom i kosmologom niezwykle bogatego materiału do analiz. Do 2022 r. w astronomicznej literaturze pojawiło się wiele dużych prac i mniejszych opracowań bazujących na HDF, a licznik oficjalnych cytowań głównej publikacji o Głębokim Polu Hubble’a zespołu Roberta Williamsa przekroczył 1000.
Jednym z najważniejszych odkryć było odkrycie wielkiej liczby galaktyk z dużymi przesunięciami ku czerwieni. W wyniku rozszerzania się Wszechświata, odleglejsze obiekty oddalają się od Ziemi szybciej, co jest znane jako Prawo Hubble’a. Do czasu wykonania HDF znano głównie kwazary z dużymi przesunięciami dopplerowskimi, natomiast galaktyk z przesunięciem ku czerwieni większym niż 1 odkryto bardzo niewiele. Tymczasem w Głębokim Polu Hubble’a zauważono wiele galaktyk ze współczynnikiem przesunięcia kilkukrotnie większym, co niektórym z nich daje odległość około 12 miliardów lat świetlnych od Ziemi. Z powodu przesunięcia ku czerwieni najbardziej odległych obiektów w obszarze HDF powodującym przekroczenie granicy Lymana dla detektorów Hubble'a (galaktyki Lyman-break) nie są widoczne na obrazach Hubble'a; można je wykryć przez detektory dłuższych fal.
HDF pokazuje, że młody Wszechświat zawierał znacznie mniej galaktyk eliptycznych, niż obecnie. Zaobserwowano znacznie większy udział galaktyk mniejszych niż typowe galaktyki olbrzymy w obecnym wszechświecie. Najbardziej odległe obiekty pola (najmłodsze) to głównie galaktyki nieregularne, spiralne i układy zderzające się. Rozszerzający się Wszechświat w przeszłości był ciaśniejszy, galaktyki znajdowały się bliżej siebie i częściej się zderzały. Uważa się, że ogromne eliptyczne galaktyki powstają właśnie podczas kolizji galaktyk.
Zaobserwowano dużą liczbę galaktyk nieregularnych i o osobliwej morfologii. Podano, że fakt ten może wynikać z ewolucji galaktyk, jak i też z róznic w obserwacji w zależności od przesunięcia ku czerwieni.
Zaobserwowano, że tempo formowania się gwiazd w galaktykach było największe między 7 a 9 miliardów lat temu.
Obliczenia mające na celu wykazanie ilości ukrytych gwiazd zostały zakwestionowane i nie zostały opublikowane.
Bogactwo galaktyk w różnym wieku i tym samym stopniu rozwoju pozwoliło astronomom potwierdzać stare teorie i konstruować nowe na temat zmian tempa powstawania gwiazd na przestrzeni miliardów lat istnienia Wszechświata. Badając HDF pod tym względem, astronomowie oszacowali, że szybkość formowania się była największa około 8 do 10 miliardów lat temu, a od tej pory proces spowolnił około dziesięciokrotnie.
Zaobserwowano niewiele gwiazd o małej masie, jest to fakt doświadczalny przeciwny hipotezom mówiącym, że ciemna materia składa się z tzw. MACHO – słabo świecących w stosunku do ich masy, obiektów takich jak czerwone karły lub samotne planety w zewnętrznych częściach galaktyk.

## Późniejsze obserwacje

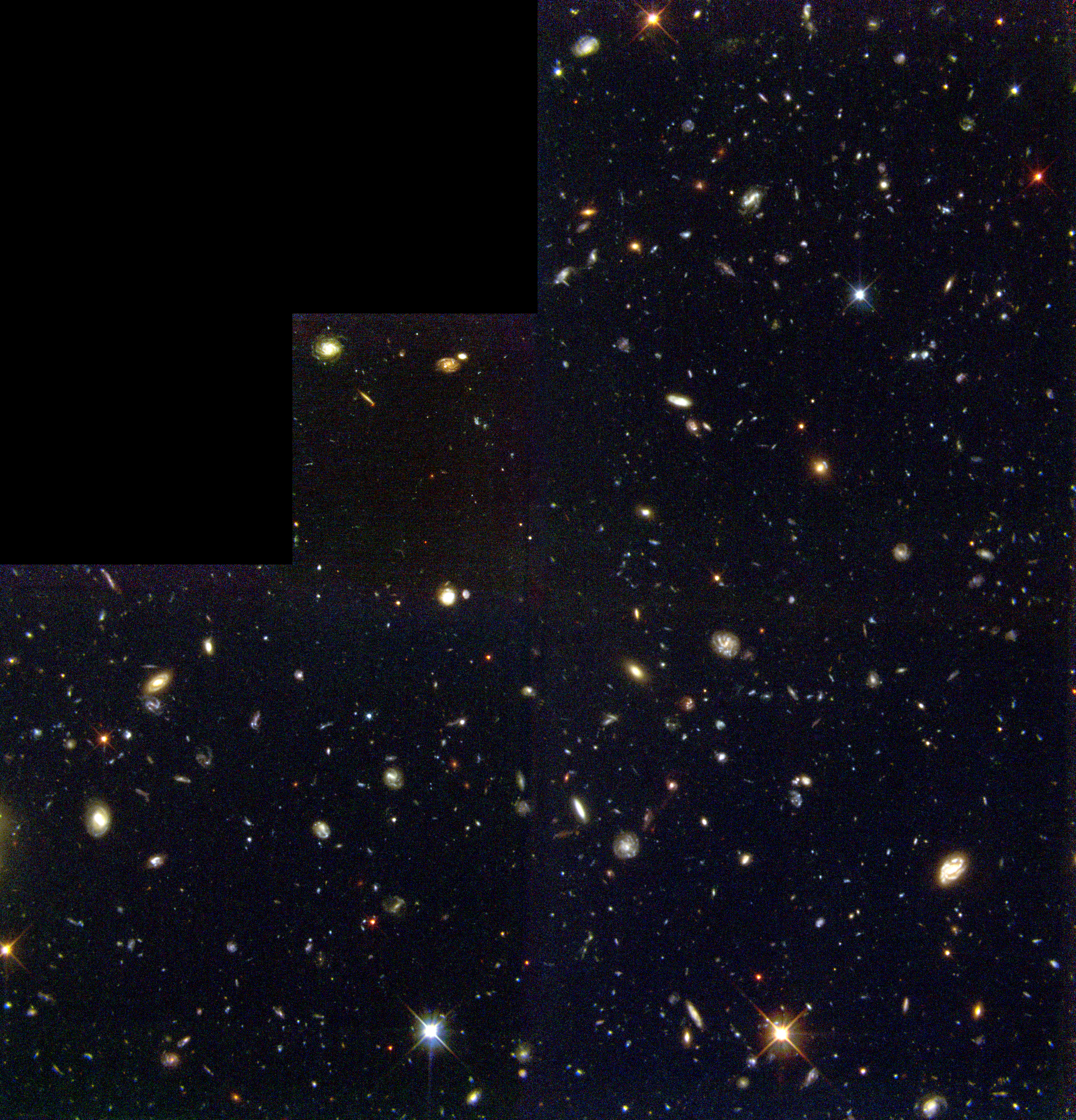
Głębokie Południowe Pole Hubble’a wyglądając bardzo podobnie do HDF, demonstruje zasadę kosmologiczną

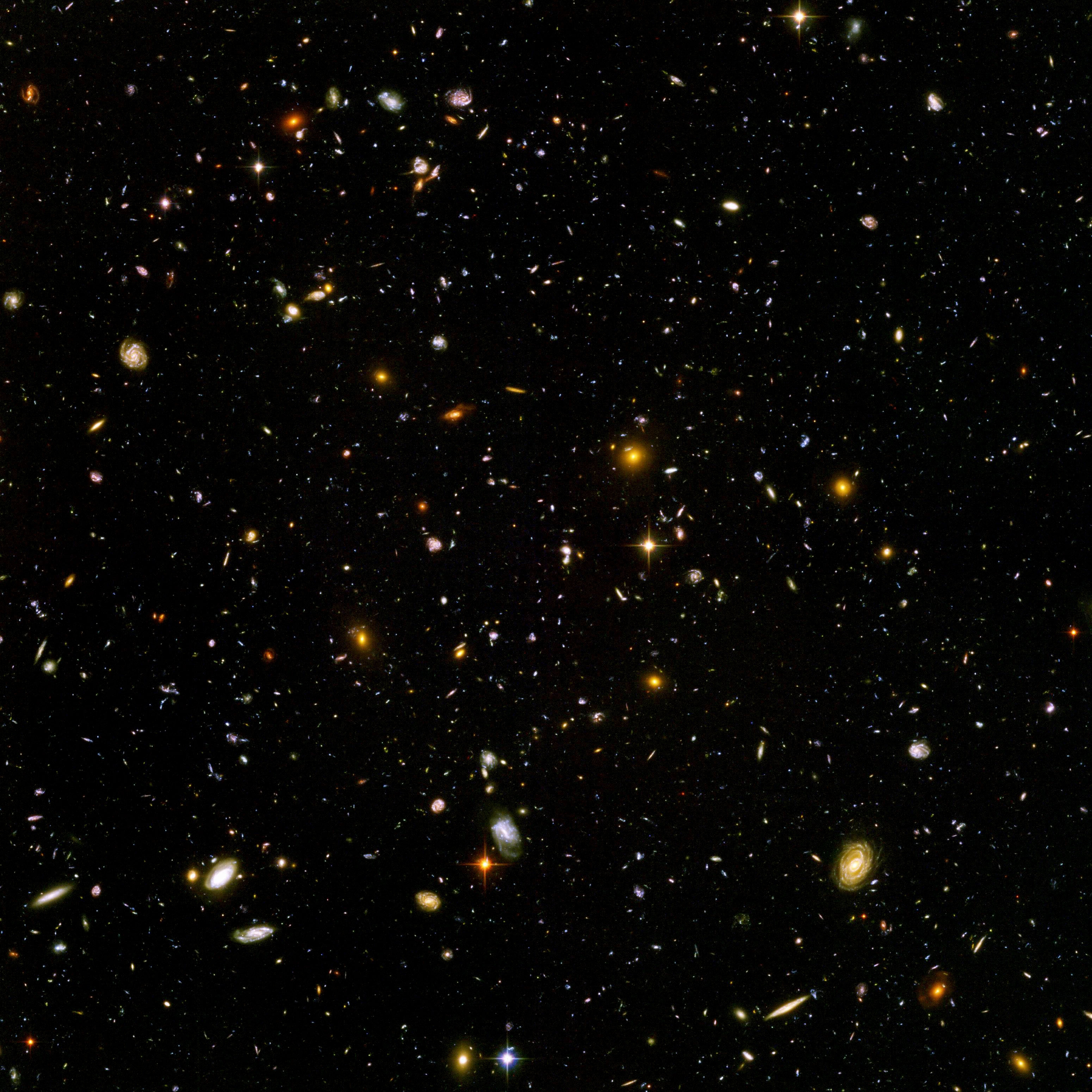
Ultragłębokie Pole Hubble’a. Najmniejsze, najbardziej czerwone obiekty to jedne z najodleglejszych dotychczas zaobserwowanych w świetle widzialnym galaktyk

Rejestracja HDF jest kamieniem milowym w kosmologii obserwacyjnej. Od 1995 obszar ten jest obserwowany przez wiele naziemnych teleskopów jak również przez teleskopy kosmiczne, w różnych zakresach fal.
Obiekty z dużym przesunięciem dopplerowskim w tym obszarze odkrywano z Ziemi, na przykład przy pomocy Teleskopu Jamesa Clerka Maxwella. Obserwacje prowadzono również za pomocą teleskopu Subaru na Hawajach.
Ważne kosmiczne obserwacje HDF przeprowadzono przy pomocy teleskopu rentgenowskiego Chandra oraz Infrared Space Observatory. Chandra znalazł sześć silnych źródeł promieniowania X w HDF, są to: trzy galaktyki eliptyczne, galaktyka spiralna, aktywne jądro galaktyczne oraz wyjątkowo czerwony obiekt, wydający się być odległą galaktyką zawierającą duże ilości pyłu absorbującego światło niebieskie. Wszystkie związane są z trzema galaktykami eliptycznymi.
Obserwacje, satelitarnym teleskopem ISO (Infrared Space Observatory), wykazały emisję promieniowania podczerwonego wśród 13 galaktyk ze zdjęć w świetle widzialnym. Sugeruje to obecność dużych ilości pyłu związanego z intensywnym powstawaniem gwiazd. 
Obserwacje naziemne, przy użyciu teleskopów radiowych Very Large Array, odnalazły siedem radioźródeł w HDF, wszystkie odpowiadają galaktykom znalezionym na zdjęciach w świetle widzialnym.

## Kolejne podobne obserwacje
W 1998 r. powstało kolejne, tego samego typu zdjęcie co HDF, ale fotografujące południowe niebo. Stąd nazwane zostało Głębokim Południowym Polem Hubble’a (ang. Hubble Deep Field South, w skrócie HDF-South, lub HDFS). Stworzone przy użyciu podobnych metod, HDFS bardzo przypomina oryginalne HDF, co umacnia zasadę kosmologiczną, która mówi, że Wszechświat jest jednorodny w wielkich skalach.
Szersze badanie, ale mniej czułe, zostały przeprowadzone w ramach Great Observatories Origins Deep Survey ; fragment tego obszaru był następnie obserwowany dłużej, aby utworzyć Ultragłębokie Pole Hubble’a (ang. Hubble Ultra Deep Field), które było najbardziej czułym optycznym obrazem głębokiego pola, aż do wykonania Ekstremalnie Głębokie Pole Hubble’a (Hubble eXtreme Deep Field) w 2012 roku. Zdjęcia z Ekstremalnie Głębokiego Pola Hubble’a, zostały wydane 26 września 2012 roku agencjom medialnym. Zdjęcia opublikowane w XDF pokazują galaktyki, które, jak się uważa, powstały w ciągu pierwszych 450 milionów lat po Wielkim Wybuchu.